# Roxania pinguicula
Roxania pinguicula is een slakkensoort uit de familie van de Scaphandridae. De wetenschappelijke naam van de soort is voor het eerst geldig gepubliceerd in 1879 door Seguenza.